# Uma Mohan

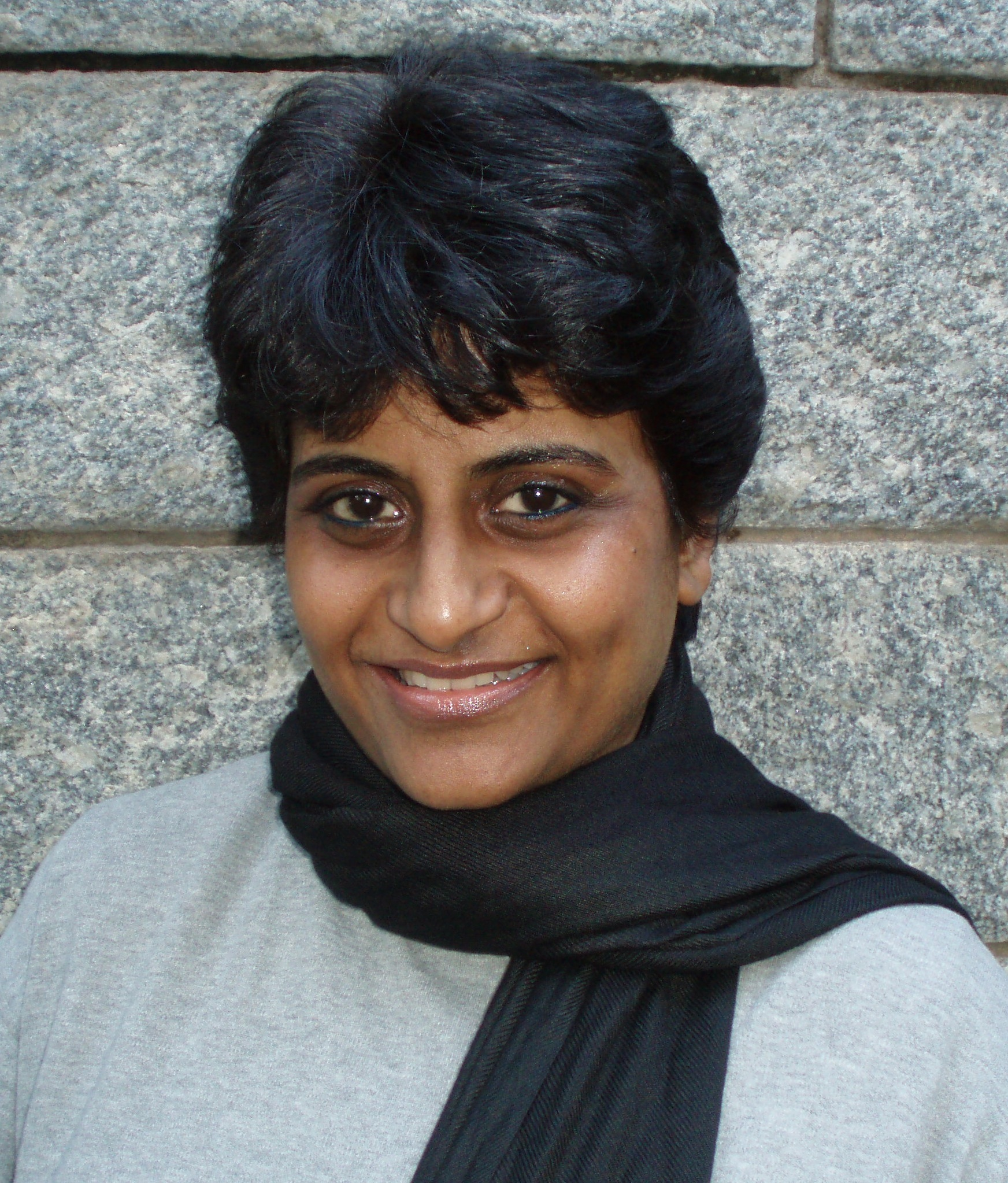
Uma Mohan

Uma Mohan (* 31. Oktober 1966 in Chennai, Tamil Nadu) ist eine indische Sängerin.

## Leben
Uma Mohan wurde in Chennai im südlichen Teil des Subkontinents geboren und wuchs in einer von traditionellen musikalischen Einflüssen geprägten Familie auf. Bereits im frühen Kindesalter wurde sie von ihrer Mutter und Guru P.L. Saraswathy Ram aus Süd-Indien an die klassische indische Musik herangeführt. Sie erlernte während dieser Zeit unterschiedliche Kompositionen von ihrem Urgroßvater Mahathma Sri Neelakanta Sivan, einem "erleuchteten Heiligen" aus Padmanabhapuram. Ihr Vater, ein Industrieller aus Chennai, lieferte ihr dabei die Wurzeln ihrer Inspiration und Stärke.
Ihre Ausbildung schloss sie in der Rosary-Matriculation-Chennai ab und studierte einen Master of Commerce an der University of Madras.

## Musik
Mohan erreichte durch ihre musikalischen Kompositionen des Sanskrits und der vedischen Schriften einen großen Bekanntheitsgrad. Der indische Sprechgesang bildet dabei Mischung aus alten Mantras und Texten, bis hin zu moderneren Musikstücken. 

## Diskografie
| eigene CDs - Moolamantra (2001) - Sacred Chants for Peace, Prosperity & Enlightenment (2001) - Moolamantra II (2002) - Sacred Chants II for Courage, Confidance & Limitless Joy (2002) - Sacred Chants III for Stress Relief, Immunity & Longevity (2002) - Divine Chants of Ganesh (2004) - Sounds of Harmony (2005) - Amruthavarsha Shlokas on Ganapathi, Guru & Navagraha (2005) - Shanti mantra (2006) - Amruthavarsha III Shlokas on Vishnu (2006) - Divine Chants of Mahalakshmi (2006) - Divine Chants of Shiva (2007) - Dhan Laabh (2007) - Kundalini - The Awakening of Chakras (2008) - Divine Chants of Rudra (2008) - Divine Chants of Shakti (2008) - Trishakti (2008) - Divine Chants of Guru (2009) - Vedanta Wisdom (2009) - Aadhya (2009) - Oneness Chants (2009) - Divine Chants of Narayana (2010) - Isha-the Lord (2010) - Aadya-the Beginning (2011) - Divine Chants of Tirupati Balaji (2011) - Updanishads (2015) | Kooperationen - Amruthavarsha II Shlokas on Devi (2005) - Disha - A Direction for Success (2005) - Devi (2006) - Amruthavarsha V Shlokas on Shiva (2007) - Spiritual Gold (2007) - Lakshmi Ganesh (2007) - Ganesh Bhakti (2007) - Shiva Ganesh (2008) - Lakshmi Narasimha (2008) - Mahamantras for Mahashakti (2008) - Putumayo Presents India (2009) - Ganeshaaya Dheemahi (2009) - Mantras for Peace (2009) - Timeless Wisdom (2009) - Harmony (2009) - Mantras for Peace (2009) - Café Deva – Spiritually Mixed (2009) - Griha Shanti Samriddhi Suraksha Vol: 1 (2010) - Griha Shanti Samriddhi Suraksha Vol: 2 (2010) - History Of Spiritual India Vol. 1 (2010) - Mahamantras (2010) - Manah Shakti (2011) - Sacred Diwali (2011) |
| | |